# Komisariat Straży Granicznej „Rytro”
Komisariat Straży Granicznej „Rytro” – jednostka organizacyjna Straży Granicznej pełniąca służbę ochronną na granicy polsko-czachosłowackiej w latach 1928–1939.

## Formowanie i zmiany organizacyjne
Rozporządzeniem Prezydenta Rzeczypospolitej Polskiej Ignacego Mościckiego z 22 marca 1928 roku, do ochrony północnej, zachodniej i południowej granicy państwa, a w szczególności do ich ochrony celnej, powoływano z dniem 2 kwietnia 1928 roku  Straż Graniczną.
8 września 1828 dowódca Straży Granicznej rozkazem nr 6  w sprawie organizacji Małopolskiego Inspektoratu Okręgowego podpisanym w zastępstwie przez mjr. Wacława Szpilczyńskiego zmieniał organizację komisariatu Muszyna z podkomisariatem Piwniczna i ustalał jego granice. 
Rozkazem nr 7 z 25 września 1929 roku w sprawie reorganizacji i zmian dyslokacji Małopolskiego Inspektoratu Okręgowego komendant Straży Granicznej płk Jan Jur-Gorzechowski określił numer i nową strukturę samodzielnego już komisariatu Piwniczna. 
Rozkazem nr 4 z 26 września 1936 roku  w sprawach przeniesienia siedzib i likwidacji posterunków przeniesiono siedzibę komisariatu i placówkę II linii „Piwniczna” do Rytra.

## Służba graniczna
Sąsiednie komisariaty:
- komisariat Straży Granicznej „Krościenko” ⇔ komisariat Straży Granicznej „Muszyna” − 1935[5]

## Funkcjonariusze komisariatu
| Stopień                           | Imię i nazwisko                   | Okres pełnienia służby            | Kolejne stanowisko                |
| Kierownicy/komendanci komisariatu | Kierownicy/komendanci komisariatu | Kierownicy/komendanci komisariatu | Kierownicy/komendanci komisariatu |
| --------------------------------- | --------------------------------- | --------------------------------- | --------------------------------- |
| aspirant                          | Jan Stępień                       | 1 XI 1929 –                       |                                   |
| nadkomisarz                       | Franciszek Hałgas                 | 26 X 1930 –                       |                                   |
| komisarz                          | Witalis Wołosiewicz               | - 1 XII 1937                      | komisariat „Muszyna”              |
| aspirant                          | Klaudiusz Waliszko                | 1 XII 1937 – IV 1939              |                                   |
| aspirant                          | Tadeusz Znojkiewicz               | 3 IV 1939 –                       |                                   |
| Zastępcy komendanta               |                                   |                                   |                                   |
| starszy strażnik podchorąży       | Zygmunt Jachowicz                 | 1 V 1939 –                        |                                   |

## Struktura organizacyjna

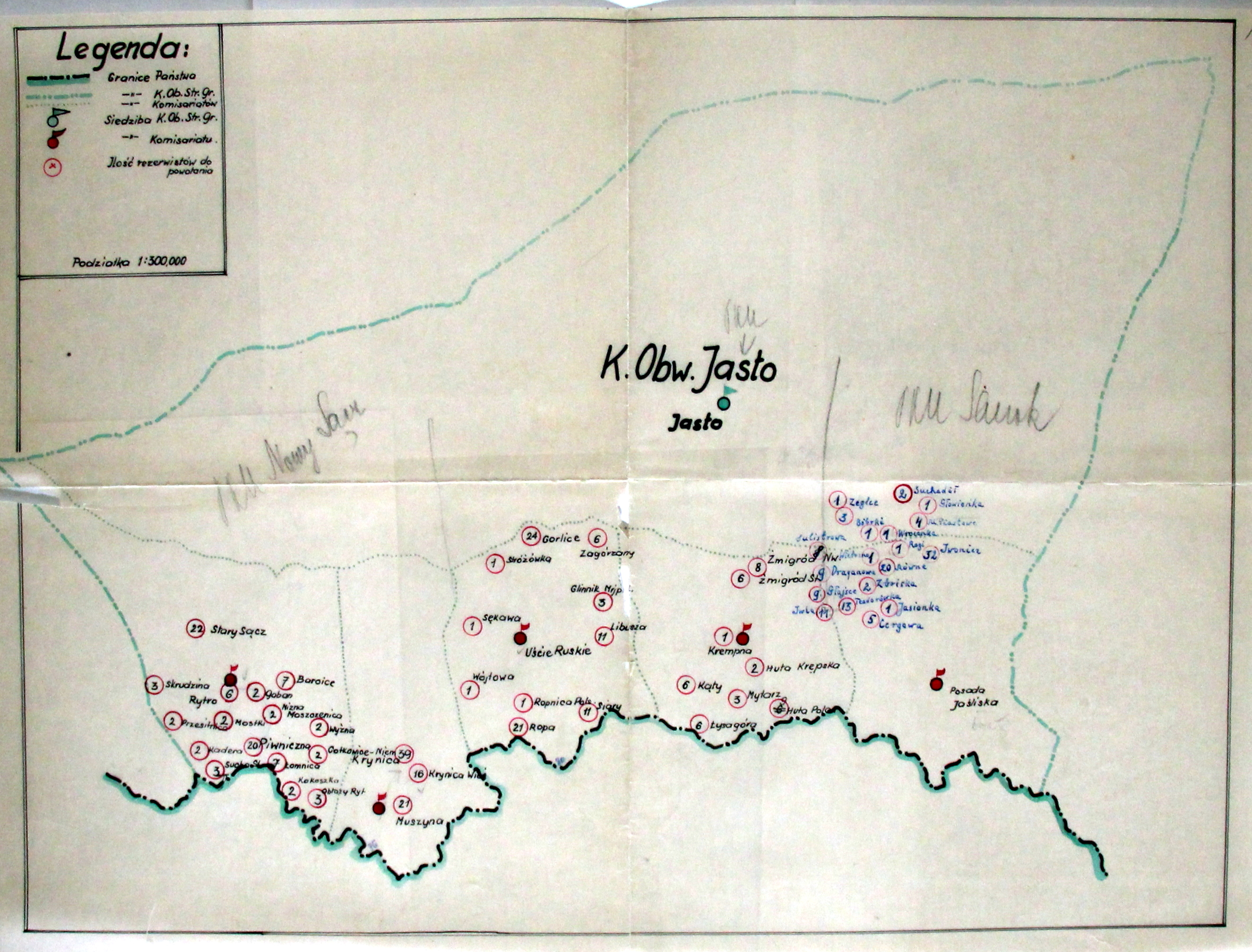
Szkic Obwodu SG „Jasło”

Organizacja komisariatu we wrześniu 1929:
- 1/19 komenda − Piwniczna
- placówka Straży Granicznej I linii „Czercz”
- placówka Straży Granicznej I linii „Piwniczna”
- placówka Straży Granicznej I linii „Wierchomla”
- placówka Straży Granicznej I linii „Żegiestów”
- placówka Straży Granicznej II linii „Piwniczna”

Organizacja komisariatu w 1931:
- komenda − Piwniczna (34 km)
- placówka Straży Granicznej I linii „Czercz”
- placówka Straży Granicznej I linii „Piwniczna”
- placówka Straży Granicznej I linii „Wierchomla”
- placówka Straży Granicznej I linii „Żegiestów”
- placówka Straży Granicznej II linii „Piwniczna”

Organizacja komisariatu w 1935:
- komenda − Piwniczna
- placówka Straży Granicznej I linii „Czercz”
- placówka Straży Granicznej I linii „Piwniczna”
- placówka Straży Granicznej I linii „Wierchomla”
- placówka Straży Granicznej I linii „Żegiestów”
- placówka Straży Granicznej II linii „Piwniczna” → w 1936 przeniesiono do Rytra